# Hendrik Dyserinck

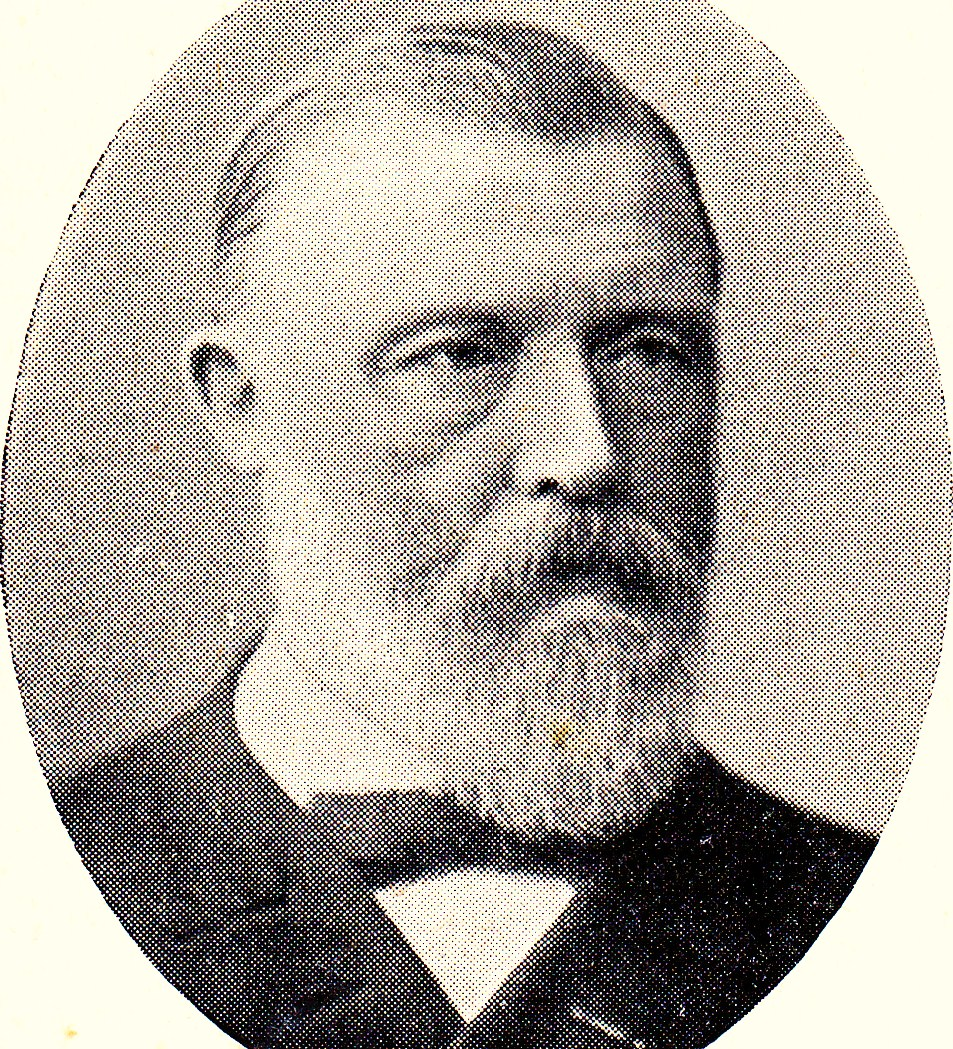
Hendrik Dyserinck

Hendrik Dyserinck (Haarlem, 11 maart 1838 – Rheden, 27 september 1906) was een Nederlands marineofficier en politicus.
Dyserinck was een minister van Marine, die zijn loopbaan als zeeofficier begon en eindigde als schout-bij-nacht. Hij was als zodanig vooral actief in de wateren van Nederlands-Indië en West-Indië. Later werd hij onderdirecteur van de marine in Willemsoord (Den Helder). Hij werd als minister in het kabinet-Mackay ten val gebracht nadat hij geweigerd had het liberale Tweede Kamerlid Land als zeeofficier in rang te bevorderen.

## Decoraties
Ridder in de orde van de Nederlandse Leeuw en de orde van de Eikenkroon.